# Downhill Bikers
Downhill Bikers (ダウンヒルバイカーズ?, Daunhiru Baikāzu) è un videogioco arcade incentrato sullo sport estremo e, come suggerisce il nome, la disciplina riguarda il downhill. Venne sviluppato e pubblicato nel 1998 dalla Namco e opera sulla scheda madre Namco System 23.

## Modalità di gioco
Downhill Bikers utilizza una pedana nella forma di bicicletta che contribuisce a un'esperienza di gioco realistica e impegnativa. All'inizio della partita è obbligatorio scegliere uno dei quattro personaggi con la propria mountain bike, e successivamente una delle due principali modalità, ovvero "Speed Course" e "Technical Course".
Il giocatore gareggia contro tre avversari controllati dalla CPU e il suo scopo sarà riuscire a batterli nella discesa arrivando primo al traguardo, entro i 120 secondi che ha a disposizione. Il pendio montano sulla quale dovranno correre è relativamente sterrato, ricco di ostacoli naturali, curve strette e rampe ove cui si compiono salti e acrobazie. Nonostante lungo il sentiero vi siano dei checkpoint, questi non fanno aggiungere secondi al timer. Alle volte il giocatore deve fare attenzione quando sbatte ad alta velocità, perché potrebbe cascare dal mezzo e perdere secondi preziosi.
Una volta finita la gara vengono sommati i tempi di tutte le sezioni del percorso e delle acrobazie eseguite, in più viene aggiunto un tempo di penalità per ogni caduta. Il risultato verrà inserito nella Top 5 dei punteggi giornalieri più alti.

## Accoglienza
In Giappone, la rivista Game Machine elencò Downhill Bikers nel numero del 1º maggio 1998 come la terza unità arcade di maggior successo del mese.